# Thomas D. Mangelsen
Thomas D. Mangelsen, né le 6 juin 1946 à Grand Island (Nebraska) est un photographe américain spécialiste de la nature et de la vie sauvage, ainsi qu'un défenseur de l'environnement. Il est surtout connu pour ses photographies de la faune du Greater Yellowstone Ecosystem, ayant vécu à l'intérieur de la zone à Jackson (Wyoming) pendant plus de 40 ans. En 2015, il a publié avec l'auteur naturaliste Todd Wilkinson, The Grizzlies of Pilgrim Creek, mettant en scène une femelle grizzli connu sous le nom de Grizzly 399, nommée ainsi en raison de son numéro de recherche. Il participe activement au mouvement visant à maintenir les grizzlis de la région de Yellowstone sur la liste des espèces menacées. Mangelsen est également connu pour avoir parcouru les sept continents afin de photographier un large éventail de la faune. Une photographie qu'il a pris en 1988, Catch of the Day, est qualifiée de « photographie animalière la plus célèbre au monde ». En mai 2018, il fait l'objet d'un reportage dans l'émission 60 Minutes de la chaîne CBS. Il a reçu de nombreuses récompenses au fil des décennies.

## Biographie
Thomas D. Mangelsen est né le 6 janvier 1946 à Grand Island, dans le Nebraska. Son père, sportif, l'emmène plusieurs fois en excursion sur la rivière Platte,. Mangelsen et ses frères ont chassé, pêché et piégé des canards et des oies avec leur père. Leur père les emmène également observer la migration des grues du Canada et d'autres oiseaux aquatiques. C'est à l'âge de 21 ans que Mangelsen commence à s'intéresser à la photographie.

### Études
- 1965-1967 : université du Nebraska, Commerce[2]

- 1967-1969 : Doane College, Crete, Nebraska, BS en Biologie[2]

- université du Nebraska, zoologie, études supérieures[3]

- université d'État du Colorado, Biologie de la faune, études supérieures[3]

### Carrière
Mangelsen passe la majeure partie de sa vie d'adulte à observer et à photographier la faune américaine. Après avoir déménagé à Nederland, dans le Colorado, en 1970, il a passé quelques années à vivre dans une cabane minière abandonnée, sans aucune installation, avec deux chiens et un raton laveur. Il perfectionne ses talents de photographe et étudie à la station de recherche de montagne de l'université du Colorado à Boulder. L'université se trouve près de Nederland, ce qui lui a permis d'étudier l'écologie artico-alpine tout en vivant dans la cabane. Mangelsen souhaitait créer un documentaire sur la Platte River. Il y est donc retourné chaque année au printemps pour filmer la migration des grues du Canada. C'est ainsi que Mangelsen a suivi les grues jusqu'à leur zone de nidification en Alaska et leur zone d'hivernage au Texas,.

#### Photographie de la faune et de la flore
National Geographic envisageait de réaliser un documentaire sur la grue blanche, qui est en voie de disparition. Lorsqu'ils ont découvert les expériences de Mangelsen, ils l'ont engagé comme directeur de photographie pour leur documentaire télévisé Flight of the Whooping Crane. Il est sorti en 1984 et a été nommé aux Emmy Awards,. En 1990, PBS Nature et BBC Natural World ont engagé Mangelsen pour travailler sur leur documentaire Cranes of the Grey Wind. Mangelsen a photographié et produit le film, qui documente le cycle de vie de la grue du Canada. Peu de temps après, l'Institut International des Arts Photographiques a conservé une collection permanente de 21 impressions de son travail,.
Au début des années 1970, Mangelsen a commencé à vendre des tirages de ses images d'oiseaux en vol. Comme Mangelsen s'intéressait surtout à la photographie d'oiseaux, il a ouvert en 1978 sa première galerie de photographie à Jackson, dans le Wyoming, Images of Nature Gallery. Au fur et à mesure que sa popularité grandit, Mangelsen poursuit son expansion et compte aujourd'hui plus de 13 galeries à travers les États-Unis. Mangelsen s'est également impliqué dans la protection de l'environnement,.
Une photographie prise par Mangelsen en 1988 est emblématique de sa carrière. La photographie intitulée Catch of the Day est « la photographie animalière la plus célèbre au monde », et elle caractérise l'approche photographique de Mangelsen. Une exposition de son travail a été présentée en septembre 2018 au Durham Museum : Thomas D. Mangelsen : A Life in the Wild", dont la première a eu lieu à Omaha, au Nebraska. Il s'agit d'une exposition itinérante qui mettait en avant 40 photographies « Legacy Reserve » tirées des quelque quatre millions de clichés de sa carrière.
Mangelsen a travaillé avec plusieurs auteurs au fil des années pour illustrer leurs livres avec ses photographies. Il a également publié ses propres livres de ses photographies. Un exemple est son livre The Natural World: Portraits of Earth's Great Ecosystems, préfacé par la primatologue Jane Goodall. Ce livre a reçu le prix Benjamin Franklin dans la catégorie « Coffee Table/Large Format », décerné par l'Independent Publishers Association en 2007. Il a également cofondé une organisation à but non lucratif pour les pumas, The Cougar Fund. Il est membre fondateur de l'International League of Conservation Photographers. Il siège au Conseil consultatif international de l'Institut Jane Goodall. Il est également ambassadeur de la Jackson Hole Conservation Alliance.
Aujourd'hui en 2023, à 77 ans, Mangelsen s'est imposé comme l'un des meilleurs photographes animaliers et défenseurs de l'environnement au monde. Ses photographies ont été exposées dans d'innombrables livres, magazines, galeries et musées. Parmi ces magazines : National Geographic, Audubon, Smithsonian, Natural History, Newsweek, Wildlife Art, American Photo, National Wildlife et d'innombrables autres. Il a également adopté d'autres médias pour un public plus jeune, qui sont disponibles dans ses galeries. Photographier des animaux sauvages demande beaucoup de préparation, de planification et de patience. Il explique que la plupart des gens ne se rendent pas compte du temps qu'il faut consacrer à la photographie professionnelle d'animaux sauvages. « Je planifie certaines choses un an à l'avance et j'en fais d'autres chaque année », explique Mangelsen. « Je retourne au Nebraska pour photographier les grues sur la Platte parce que c'est là que j'ai grandi, que j'aime les grues et que j'aime être là. ». Il planifie également des voyages en Afrique chaque année, et d'autres expéditions de manière irrégulière,.
L'œuvre de Mangelsen est mieux résumée dans ses propres mots : « Que ces images vous incitent à découvrir et à préserver les merveilles de notre monde naturel. »

#### Apparition dans60 Minutessur CBS
Le 6 mai 2018, Mangelsen, qui vit à Jackson Hole, dans le Wyoming, est apparu un épisode de l'émission CBS 60 Minutes avec le journaliste Anderson Cooper. La discussion a mis en lumière certaines de ses expériences les plus marquantes en matière de photographie animalière. Par exemple, il a attendu longtemps qu'un spécimen arrive à un endroit du Grand Teton National Park. Le spécimen s'est avéré être un élan. Il a déclaré à Cooper que le temps qu'il avait passé à attendre ses spécimens était « stupide ». Mais il est aussi connu pour sa patience ; comme il l'a fait remarquer, « si vous attendez assez longtemps, cela paie ». Le temps d'attente le plus long qu'il ait connu est de 42 jours pour un puma, soit 12 à 14 heures par jour avec des pauses pour dormir (chez lui). Il a finalement réussi à photographier la femelle puma au crépuscule, émergeant de sa tanière. Ce cliché était important car il a contribué au mouvement de protection des cougars contre l'invasion de leur habitat par l'homme.
Il a commencé à vendre des tirages dans ses propres galeries en 1970. Ses œuvres ne comportent aucune manipulation numérique et sont souvent confondues avec des peintures. Il se tient également à l'écart des élevages de gibier ou de tout autre type d'habitat captif, préférant photographier les animaux uniquement dans leur habitat naturel. « Il aime particulièrement les animaux dangereux », qu'il s'agisse de s'approcher trop près d'ours polaires mâles en train de se battre ou de photographier un tigre du Bengale du haut d'un éléphant. Mangelsen s'est rendu sur tous les continents et a filmé des espèces de toutes sortes, des grizzlis aux papillons en passant par les rhinocéros. Certaines des espèces qu'il a photographié sont aujourd'hui en voie de disparition.

### Grizzli 399
L'un des grizzlis qui vit dans le Grand Teton National Park et la Bridger-Teton National Forest, n'a pas de nom, mais est connu par son numéro de recherche : Grizzly 399. En 2015, Mangelsen collabore avec l'auteur naturaliste Todd Wilkinson pour créer le livre Grizzlies of Pilgrim Creek, An Intimate Portrait of 399, The Most Famous Bear of Greater Yellowstone. En 2018, elle avait 22 ans. Pendant plus de 10 ans, Mangelsen a fait de son enregistrement une des priorités de sa vie. Cela inclus son hibernation, alimentation et de sa dizaine d'oursons il a filmé la naissance de trois sets de triplés et d'un de jumeaux. Ses photographies, en particulier celle qu'il baptise An Icon of Motherhood, font d'elle la mère grizzly la plus célèbre des États-Unis, et peut-être même la plus célèbre du monde.

### Liste des espèces menacées
En 2017, les responsables du United States Fish and Wildlife Service retirent les grizzlis situés en dehors du parc de Yellowstone et du Grand Teton National Park dans le Wyoming, le Montana et l'Idaho de la liste des espèces en voie de disparition, également connue sous le nom de Greater Yellowstone Ecosystem. Le 23 mai 2018, une commission de la faune du Wyoming a voté à l'unanimité l'approbation d'une chasse au grizzli. Cette chasse aurait été la première dans l'État depuis plus de quarante ans et aurait permis de chasser jusqu'à 22 ours. Cette chasse aurait eu lieu un an seulement après que les grizzlis aient été retirés de la liste des espèces menacées. Pour la saison de chasse 2018, le Montana avait décidé de ne pas organiser de chasse. L'Idaho, qui compte le moins de grizzlis, a décidé d'autoriser la chasse d'un seul ours. Le Wyoming prévoyait de chasser jusqu'à 22 ours. Aucune chasse ne devait être autorisée à l'intérieur des parcs nationaux ou sur la route qui les relie. Les chasseurs de la région ont déclaré qu'ils viseraient 399 car il s'agit du plus gros trophée, le plus célèbre. Grizzli 399 vit une partie de l'année dans le parc national de Grand Teton, situé à proximité du parc de Yellowstone. Cependant, elle fait également ses tanières dans la forêt nationale qui ne fait partie d'aucun parc. La chasse au gros gibier y étant autorisée, c'est donc probablement là que les chasseurs l'auraient ciblé.
En juillet 2018, Mangelsen contribue à alimenter un mouvement que cinq femmes ont rapidement organisé sous le nom de Shoot'em With A Camera-Not A Gun (« Tirez sur eux avec une caméra, pas avec une arme »). L'objectif est d'enrôler des personnes contre la chasse au trophée pour participer à la loterie pour les permis de chasse à l'ours du Wyoming, afin de gagner des permis et les garder pour qu'ils ne soient pas utilisés pour tuer des ours. Dans le Wyoming, environ 7 000 personnes ont demandé des permis de chasse à l'ours. Cette liste comprend Mangelsen et Jane Goodall, ainsi que de nombreux autres défenseurs de l'environnement bien connus. En mai 2018, le Wyoming Game and Fish Department a laissé un vote décider du nombre de grizzlis à tuer. Le résultat a été de 22 grizzlis. Mangelsen vit dans le Wyoming depuis plus de 40 ans et s'est activement impliqué dans la conservation des ours dans l'État au cours de cette période. En outre, les deux parcs nationaux génèrent plus d'un milliard de dollars par an grâce au tourisme. Les deux animaux qui génèrent le plus de revenus sont les grizzlis et les loups. Le montant généré par ces deux superprédateurs éclipse largement ce que le Wyoming dépense pour la gestion des ours.
Toujours en juillet 2018, Mangelsen a appris qu'il était suffisamment bien placé dans une loterie de chasse pour recevoir un permis de chasse. La loterie permet de chasser un grizzli de septembre à novembre. Puis, en septembre, quelques semaines avant le début de la saison de chasse, un juge fédéral du Montana a rétabli la protection de tous les ours du Greater Yellowstone Ecosystem. Le juge a estimé que les fonctionnaires du United States Fish and Wildlife Service avaient agi de manière « arbitraire et capricieuse » en supprimant la protection des ours au titre de la loi sur les espèces menacées d'extinction (Endangered Species Act).

## Récompenses et reconnaissance

### Prix de photographie
- En 1994 et 2000, Mangelsen a remporté le prix Wildlife Photographer of the Year de la British Broadcasting Corporation[3] et la North American Nature Photography Association lui a décerné le prix Outstanding Nature Photographer of the Year[2].
- En 2005, le magazine American Photo l'a désigné comme l'une des 100 personnes les plus importantes dans le domaine de la photographie[3]. Son image Polar Dance a été choisie par l'International League of Conservation Photographers comme l'une des 40 photographies de nature les plus importantes de tous les temps[2].
- Sélectionné comme l'un des 40 photographes de nature les plus influents par Outdoor Photography[2] : Sélectionné comme photographe de conservation de l'année 2011 par Nature's Best Photography, son travail a ainsi été placé dans la collection permanente du Smithsonian's National Museum of Natural History à Washington, D.C.[14],[15].
- En 2012, il a été choisi comme Loweprofessional[16] et a été spécialement exposé sur les murs du Smithsonian[17].
- En 2012, lors de la cérémonie de remise des prix internationaux Windland Smith Rice, Mangelsen a remporté le prix du photographe de la conservation de l'année[18]. Il a aussi reçu le Conservation Photographer of the Year[19].
- En 2018, le Sierra Club lui a décerné le Ansel Adams Award for Conservation Photography[20], qui récompense de superbes photographies utilisées au profit de la conservation de l'environnement[21].
- En 2019, la National Parks Conservation Association lui a décerné le Robin W. Winks Award for Enhancing Public Understanding of National Parks[22], qui récompense une personne ou une organisation ayant efficacement communiqué les valeurs du réseau des parcs nationaux au public américain[23].

### Prix bibliographiques
- En 2014, il a reçu le Design and Production Award for Trade Books Illustrated pour "Yellowstone Wildlife : Ecology and Natural History of the Greater Yellowstone Ecosystem" de Paul A. Johnsgard et illustré par Mangelsen[24]. En 2015, Mangelsen a reçu le National Outdoor Book Award : Design & Artistic Merit pour "The Last Great Wild Places"[25].
- Son livre "Grizzlies of Pilgrim Creek, An Intimate Portrait of 399, The Most Famous Bear of Greater Yellowstone" a remporté plusieurs prix. En 2015, le Los Angeles Times l'a qualifié de "Mesmerizing Coffee Table Title". En 2016, il a reçu le Foreword Indies Book Award, le High Plains Book Award et le Outdoor Writers Association of America, Excellence in Craft Contest[26].

### Honneurs
Il a été nommé l'un des héros du Dr Jane Goodall de la Planète Animale et a été présenté dans la série télévisée correspondante. Le Doane College lui a décerné un doctorat honorifique. En 2002, il a été nommé membre honoraire de la Royal Photographic Society et a reçu le prix Legend Behind the Lens.

## Expositions
- Une exposition de ses photographies intitulée Vital Signs : Images of Biodiversity, a été inaugurée au Musée d'histoire naturelle de San Diego en 1997. L'exposition a également été présentée dans d'autres musées aux États-Unis et au Canada.

Des expositions générales ont été présentées dans les musées suivants, :
- Natural History Museum, Londres

- Musée d'art Joslyn à Omaha, Nebraska

- A Life in the Wild, Musée national de la Faune à Jackson, Wyoming, du 20 octobre 2018 au 5 mai 2019[27].

- Musée d'histoire naturelle de San Diego

- Galerie King Sportsman Edge à New York

## Filmographie
- Thomas D. Mangelsen. Réalisateur/producteur associé/photographie. Flight of the Whooping Crane. 1984. (émission spéciale de National Geographic nommée aux Emmy Awards).

- Thomas D. Mangelsen. Producteur/réalisateur/cinéaste. Cranes of the Grey Wind. 1990. (PBS/Nature, film de la BBC)[2].